# Comuna Breasta, Dolj
Breasta este o comună în județul Dolj, Oltenia, România, formată din satele Breasta (reședința), Cotu, Crovna, Făget, Obedin, Roșieni și Valea Lungului.

## Cadrul natural al comunei Breasta

### Localizare și delimitare teritorială
Teritoriul administrativ al comunei Breasta se află situat la intersecția meridianului de 23o-40o longitudine estică cu paralela de 44o-21o latitudine nordică, fapt care îl plasează în partea centrală a județului Dolj, învecinându-se la Nord cu comuna Coțofenii din Dos, la Nord-Est cu comuna Ișalnita, la Sud cu comuna Bucovăț, la Est cu Municipiul Craiova și la Vest cu comunele Terpezița și Predești.
Comuna Breasta este străbătută de următoarele drumuri județene: D.J. 606 Craiova-Predești, D.J. 606A Coțofenii din Dos, D.J. 606B Breasta-Grecești și de drumul comunal (D.C.) 80 Breasta-Pleșoi. Acestea asigură legătura comunei cu localitățile din județ și cu Municipiul Craiova. Legăturile dintre satele comunei se realizează prin intermediul traseelor, drumurilor județene și al drumurilor comunale. Drumul comunal, DC80, leagă satele Breasta, Roșieni, Făget și satul Pleșoi de comuna Predești. Transportul de călători este asigurat pe căile de transport rutiere existente. Comuna se situează la circa 10 km distanță față de Municipiul Craiova, aflându-se în raza de influență a acestuia. În componența comunei se află șapte sate, dispuse astfel:
- Breasta - satul reședință de comună - este situat în partea central-estică a teritoriului administrativ;
- Valea Lungului (Mărioara), Cotu și Roșieni sunt sate dispuse în partea centrală a comunei;
- Satul Crovna se află în partea nord-vestică;
- Satul Obedin se află în nord-est;
- Satul Făget (Constanța) se află în sud-vestul comunei.

### Relieful
Teritoriul comunei Breasta este dispus în zona sudică a podișului Getic, în Câmpia Colinară a Bălăciței, localizată la vest de Jiu. Relieful apare sub formă de câmpuri prelungi și largi între mănunchiurile de văi tributare Jiului, care sunt orientate în direcția NV-SE și V-E.
Partea de N-E a teritoriului este străbătută de pârâul Rasnic, afluent al Jiului, iar, în partea centrală, de pârâul Breasta, afluent al Rasnicului. Albiile acestora sunt în general largi și înalte, oferind condiții favorabile dezvoltării localităților din jur. Pe văile mai largi apar luncile și terasele inferioare aluvionare alcătuite din depozite de pietrișuri și nisipuri.
În general, relieful de câmpie colinară este unul de acumulare lacustră, format din prundișuri, nisipuri și cuverturi groase de luturi. În lungul văilor apar soluri aluvionare și soluri brune, favorabile dezvoltării culturilor agricole mari. Astfel, prin terasarea pantelor au fost înlocuite fostele pășuni neproductive cu suprafețe viticole întinse (155 ha) și pomicole (64 ha). În afară de acestea, pe teritoriul comunei mai apar zone împădurite (567 ha), ce contribuie la formarea topoclimatului local.
Solul aluvionar din zona de luncă și de pe terasele inferioare este favorabil dezvoltării culturilor legumicole, atât pentru consumul propriu din comună, cât și pentru aprovizionarea zilnică a piețelor alimentare din Craiova. Așezarea în teritoriu, în cadrul câmpiei colineare, relieful larg ondulat, solul și clima asigură condiții favorabile dezvoltării satelor, în special a satelor Breasta, Roșieni, Valea Lungului și Obedin, precum și menținerea la mărimea actuală a satelor Cotu și Crovna.
Comuna se înscrie în zona de producție agricolă de culturi mari și viti-pomicole, alături de care se află și producția animalieră pentru consum propriu și pentru aprovizionarea cu lapte și produse lactate a municipiului Craiova.

### Clima
Din punct de vedere climatic, comuna se încadrează într-o zonă cu climat temperat-continental, caracterizat printr-o temperatură medie anuală de cca. 10' C, o temperatură maximă absolută de 40' C și o temperatură minimă de -30' C. Primul îngheț apare după 25 octombrie, iar ultimul în prima decadă a lunii aprilie, intervalul de timp fără îngheț fiind astfel de 200 de zile pe an. Cantitatea medie de precipitații este de 600 mm/an. Vânturile dominante au direcția E-V, schimbările generale ale atmosferei de la un anotimp la altul fiind clar reflectate de modificările frecvenței vânturilor pe anumite direcții. Astfel, și la Craiova, frecvența vânturilor dinspre Vest este mai mare în prima jumătate a anului, fiind de cca 21%, mai ales primăvara, și de aproximativ 15% în a doua jumătate a anului. Dacă în ansamblu vânturile dinspre est au o frecvență ridicată tot timpul anului, în timpul verii are loc, totuși, o diminuare generală, în medie cu 10% în Craiova.
Vânturile predominante sunt cele din sud-vest (Cosava - un vânt rece și uscat, cu putere distructivă foarte mare și Austrul - un vânt uscat, iarna fiind însoțit de ger, iar vara de căldură înăbușitoare și de secetă) și din est, specific iernii (Crivățul - vânt rece și uscat, foarte violent).

### Rețeaua hidrografică
Rețeaua hidrografică de pe teritoriul comunei Breasta este relativ săracă. În afara râului Jiu, care doar mărginește teritoriul comunei spre est, este reprezentată de râul Raznic, care își adună apele din zona limitrofă a județelor Mehedinți și Dolj, drenează valea de la Busu-Grecești-Raznic-Breasta și se varsă în Jiu la ”Biserica părăsită”, sub dealul Nicodin.
Pe partea dreaptă primește pâraiele Brabova, cu Urdinița și Merețel de pe valea Gogoșu-Sopot. Debitul este în general redus, dar, în timpul ploilor abundente și în perioada topirii zăpezii, se înregistrează debite ridicate care pot produce inundații în părțile joase ale localităților Valea Lungului și Breasta.
Pârâul Brestuica drenează valea Roboda, coborând de la Făget spre Roșieni și Breasta, adunându-și apele de la izvoarele de la poalele dealurilor Soci, Dosul Sandei și Stanciulea. În urma ploilor se formează torenți ce îi sporesc debitul fără însă a prezenta pericol pentru culturi sau gospodării. Se varsă în Raznic în punctul Rudari. Pânza freatică se află la adâncimi variabile, în funcție de zonele unde se forează. Apa freatică este, de regulă, potabilă și se întrebuințează în gospodării. În ultimii ani s-au forat la mari adâncimi și s-a realizat o rețea publică de alimentare cu apă a localității de reședință a comunei.
Privind calamitățile natural, se întâmplă ca uneori, primăvara, Jiul să-și reverse apele prin mărirea debitului de apă în lunca Brestei și astfel să producă pagube la culturile de toamnă. Cea mai mare inundație s-a produs acum 42 de ani, când întreaga luncă a fost inundată.
Cele mai mari secete au fost cunoscute în anii 1945 și 1947, iar cele mai grele ierni au fost semnalate la confluența anilor 1928-1929 și 1941-1942.

### Fauna și flora
Pădurile ocupă suprafețe restrânse și sunt dispersate în teritoriu. Ele se găsesc în următoarele locuri: Crivina, Mănăstire, Valea Radului, Elian, Făget și Pini. Arborii care se întâlnesc cu precădere sunt garnița, cerul și ulmul, însă își fac loc și arbuști ca porumbarul, măceșul, păducelul și chiar părul sălbatic.

### Culturile agricole
Cele șapte sate sunt situate aproximativ în zona centrală a comunei. Conform planului și registrului cadastral, suprafața teritoriului administrativ este împărțită pe categorii de folosință astfel:

#### Total teritoriu administrativ
- 45.20 km2 vii și pepiniere viticole
- 155 ha teren arabil
- 2379 ha livezi și pepiniere pomicole
- 88 ha păduri
- 567 ha alte suprafețe
- 357 ha pășuni

#### Structura teritoriului intravilan (ha)
- Breasta: 163,30
- Cotu: 8,35
- Crovna: 25,65
- Făget: 43,86
- Roșieni: 15,00
- Valea Lungului: 48,50
- Total comună: 338,73

### Tipuri de soluri
Principalele tipuri de sol ale comunei sunt: solul aluvional ce se întinde de pe malul drept al Jiului și până în marginea albiei satului și solul brun–roșcat de pădure ce acoperă platourile și dealurile. Solurile din lunca Jiului au fost și sunt cultivate pentru consum propriu cu legume, dar și pentru comercializare în piețele din Craiova. Solul brun–roșcat de pădure dă rezultate aproape la fel de bune ca solurile de cernoziom în ceea ce privește cultura cerealelor. Coastele orientate către sud ale dealurilor din comună sunt favorabile culturii celor mai bune soiuri de viță de vie, iar părțile nordice pentru pomi fructiferi. Fauna comunei Breasta cuprinde diverse animale sălbatice, cum ar fi: iepuri, vulpi, cârtițe, șerpi, șopârle și dihori.

### Volumul și structura socio-demografică a populației
În componența etnică și religioasă a populației, în afară de cetățenii autodeclarați români, un procent de 99,15%, au mai fost înregistrați reprezentanții a două etnii: rromă cu un procent de 0,54% și maghiară cu 0,31%.
Structura populației în raport de apartenență religioasă este 97,74% creștini ortodocși, 0,31% penticostali, 0,62% Creștini după Evanghelie, Adventiști de ziua a șaptea 0,21%, romano-catolici 0,03% și alte religii 1,0%.

### Cadrul economic
Activitățile economice ale comunei Breasta sunt influențate atât de cadrul natural, cât și de apropierea de orașul Craiova și se împart în activități agricole și nonagricole.
Deși agricultura locală a fost reorganizată pe baza proprietății private, activitățile în acest domeniu sunt la nivel de subzistență a gospodăriilor.
Pe teritoriul comunei Breasta există 22 de agenți economici privați care acoperă 6 tipuri de activități, conform codurilor CAEN. Acestea sunt: construcții, comerț cu ridicata, cu amănuntul, reparații de întreținere auto și moto, hoteluri și restaurante, transport, depozitare și comunicații, sănătate și asistență socială și diverse alte activități.

### Domeniul de activitate agricol
Agricultura constituie o activitate economică tradițională și caracteristică pentru locuitorii județului Dolj. Și acum majoritatea populației din comuna Breasta lucrează în propriile gospodării agricole. Populația salariată în domeniul agricol este redus, însumând 11 persoane.
Întreaga suprafață agricolă este de 3955,85 ha, din care arabil – 2388 ha. Activitățile agricole din zonă sunt subordonate, de regulă, de nevoia de subzistență. Dotările gospodăriilor sunt reduse, situate la nivelul minimei subzistente. Agricultura centralizată, practicată până în anul 1989, a dus la formarea unor mari unități agricole (CAP, IAS), specializate în anumite tipuri de producție agricolă, în funcție de specificul zonei.
Acțiunea de retrocedare a terenurilor destinate agriculturii, neînsoțită de asistența în activitatea antreprenorială și sprijin în utilizarea unor tehnici moderne de producție în agricultură, a permis reapariția unor metode arhaice de producție agricolă și o organizare depășită a exploatațiilor agricole. În comuna Breasta există aproximativ 30 de tractoare din care 20 sunt neînscrise în circulație și 8-10 combine. Fărâmițarea terenurilor și nivelurile inegale ale capacității de susținere a activității agricole nu permit obținerea unor producții uniforme, calitatea exploatației fiind strict dependentă de respectarea metodologiei științifice de înființare a culturilor.

## Demografie
Componența etnică a comunei Breasta
     Români (72,74%)
     Romi (19,61%)
     Alte etnii (7,64%)
Componența confesională a comunei Breasta
     Ortodocși (90,84%)
     Alte religii (1,21%)
     Necunoscută (7,95%)
Conform recensământului efectuat în 2021, populația comunei Breasta se ridică la 4.201 locuitori, în creștere față de recensământul anterior din 2011, când fuseseră înregistrați 3.906 locuitori. Majoritatea locuitorilor sunt români (72,74%), cu o minoritate de romi (19,61%). Din punct de vedere confesional, majoritatea locuitorilor sunt ortodocși (90,84%), iar pentru 7,95% nu se cunoaște apartenența confesională.

## Politică și administrație
Comuna Breasta este administrată de un primar și un consiliu local compus din 13 consilieri. Primarul, Ion Vizitiu[*], de la Partidul Social Democrat, este în funcție din octombrie 2020. Începând cu alegerile locale din 2024, consiliul local are următoarea componență pe partide politice:
|  | Partid                    | Consilieri | Componența Consiliului | Componența Consiliului | Componența Consiliului | Componența Consiliului | Componența Consiliului | Componența Consiliului | Componența Consiliului | Componența Consiliului | Componența Consiliului | Componența Consiliului | Componența Consiliului | Componența Consiliului |
|  | ------------------------- | ---------- | ---------------------- | ---------------------- | ---------------------- | ---------------------- | ---------------------- | ---------------------- | ---------------------- | ---------------------- | ---------------------- | ---------------------- | ---------------------- | ---------------------- |
|  | Partidul Social Democrat  | 12         |                        |                        |                        |                        |                        |                        |                        |                        |                        |                        |                        |                        |
|  | Partidul Național Liberal | 1          |                        |                        |                        |                        |                        |                        |                        |                        |                        |                        |                        |                        |